# Lycaena falcata
Lycaena falcata är en fjärilsart som beskrevs av Hermann Stauder 1923. Lycaena falcata ingår i släktet Lycaena och familjen juvelvingar. Inga underarter finns listade i Catalogue of Life.